# Pol Vermander
Pol Vermander (Slijpe, 22 mei 1929 – juni 2019) was een Belgische politicus.

## Biografie
Leopold Carolus Ludovicus Vermander werkte als landbouwer. Van 1946 tot 1996 was hij in bijberoep verzekeringsagent bij de ABB.
Hij ging in de gemeentepolitiek en in 1964 nam hij een eerste keer deel aan de gemeenteraadsverkiezingen in Slijpe. Hij werd verkozen en werd meteen burgemeester in 1965. Hij bleef burgemeester tot 1970. Hij was de laatste burgemeester van Slijpe, want in 1971 werd Slijpe een deel van de nieuwe gemeente Spermalie.
Vermander werd de eerste burgemeester van Spermalie van 1971 tot 1976 en bleef meteen ook de enige burgemeester van Spermalie. In 1977 werd de gemeente Spermalie immers alweer opgeheven en bij Middelkerke gevoegd. Vermander nam deel aan de gemeenteraadsverkiezingen in Middelkerke op de CVP-lijst, samen met andere oud-burgemeesters Achiel Pittery van Wilskerke en Julien Soetaert van Westende. De lijst haalde acht zetels, maar werd naar de oppositie verwezen. Vermander bleef twee bestuursperioden in de oppositie, tot 1988. Vanaf 1989 kwam hij weer in de meerderheid en werd hij schepen. In de jaren 90 was hij ook een tijd eerste schepen en waarnemend burgemeester.
Daarnaast voerde hij nog verschillende andere bestuursmandaten uit. Zo was hij 27 jaar lokaal bestuurder bij de CERA. Hij was dijkgraaf van de Groote West-Polder van 1977 tot 2008, toen de polder met enkele andere polders samensmolt tot de nieuwe Middenkustpolder.